# Elmer Acevedo
Elmer Ángel Acevedo Aguilar (Quezaltepeque; 27 de enero de 1949-Acajutla; 30 de agosto de 2017) fue un futbolista de El Salvador. Es hermano mayor del también futbolista César Acevedo.

## Trayectoria
Se trasladó a estudiar a Santa Ana y se unió al equipo juvenil del club local FAS, a los 16 años.
Tras seis años en el primer equipo, pasó al Luis Ángel Firpo, Universidad de El Salvador y Sonsonate. Se retiró en 1972 por una grave lesión en la cadera.

## Selección nacional
Jugó para la selección salvadoreña en las décadas de 1960 y 1970. En 1968 participó en los Juegos Olímpicos de México, donde protagonizó la derrota por 4-0 ante Hungría.
Participó en la exitosa clasificación a la Copa del Mundo de 1970. Fue suplente en el Mundial de México y no jugó ningún partido.

### Participaciones en Juegos Olímpicos
| Torneo                   | Sede   | Resultado    |
| ------------------------ | ------ | ------------ |
| Juegos Olímpicos de 1968 | México | Primera fase |

### Participaciones en Copas del Mundo
| Mundial                        | Sede   | Resultado    |
| ------------------------------ | ------ | ------------ |
| Copa Mundial de Fútbol de 1970 | México | Primera fase |

## Clubes
| Club                       | País        | Año       |
| -------------------------- | ----------- | --------- |
| FAS                        | El Salvador | 1965-1971 |
| Luis Ángel Firpo           | El Salvador | 1971      |
| Universidad de El Salvador | El Salvador | 1972      |
| Sonsonate                  | El Salvador | 1972      |